# 新清水駅
新清水駅（しんしみずえき）は、静岡県静岡市清水区相生町にある静岡鉄道静岡清水線の駅。同線の終点である。駅番号はS15。
1975年までは駅前を同社の路面電車（清水市内線）が走っていた。

## 歴史
- 1908年（明治41年）
  - 5月18日：静岡鉄道（旧）辻村駅として開業。 当駅 - 清水町（後の波止場駅）間開業。
  - 8月：会社合併により、大日本軌道の駅となる。
  - 12月9日：鷹匠町（現：新静岡） - 当駅間開業。
- 1918年（大正7年）
  - 以前：当駅 - 波止場間廃止。
  - 月日不明：江尻新道駅に改称
- 1919年（大正8年）5月1日：会社譲渡により、駿遠電気の駅となる。
- 1923年（大正12年）3月12日：会社名改称により、静岡電気鉄道の駅となる。
- 1933年（昭和8年）3月29日：清水相生町駅に改称。
- 1943年（昭和18年）5月1日：会社合併により、静岡鉄道の駅となる。
- 1954年（昭和29年）10月1日：新清水駅に改称。
- 1992年（平成4年）9月1日：自動改札機設置[1]。

## 駅構造
3面2線で、1番線の降車ホームとなる対向式ホームと、1・2番線に挟まれた島式ホームからとなる櫛形ホームである。かつてはさらに2番線と3番線（昔は路面電車の清水市内線とつながっていた線路で、現在は取り外されている）との間にも島式ホームがあり、現在は使用されていないがその形はとどめている。また留置線跡の架線が長らく残されていたが、近年になって撤去された。清水市内線の連絡線は駅前の道路で横砂方面と港橋方面に分かれるデルタ線を形成していた。直通運転は行っておらず、車両基地への車両回送や夜間等の留置線として使用されていた。
改札口はかつて清水市内線（市電）が走っていた国道149号線に面する大きな改札口（正面口）と、新静岡側の市道に出る小さな改札口（巴町口）がある。
ホームに入線する手前、踏切の先から速度制限が25 km/hと極端に下げられた急なカーブと勾配が存在する。かつてはこの踏切の位置に両渡り線が存在したが、1000系電車の導入時にこの位置では通り抜ける事ができない為、巴川橋梁を渡った新静岡側に移設されている。この為、新清水駅に入線する電車が鉄橋の手前で信号待ちをして入線する事がある。事実上この両渡り線と駅までの区間は単線並列区間となっている。このカーブでは列車の通行時に、レールと車輪が軋むフランジ音がかなり大きい音で発生していたため、騒音低減を狙ってレールに水を撒く散水装置を設置していた事があったが、程なく撤去されている。なおこの巴川橋梁は、静岡鉄道が協力してロケされた映画「ビー・バップ・ハイスクール (第1作)」において、電車内での乱闘の挙句に走行中の電車のドアが開けられ川に転落する、というスタントシーンが撮影された場所である。
便所は改札内降車ホームの東側、軌道車止め前付近にある男女別の水洗式。
駅舎は2008年まで二階建てのテナントビルであったが、テナントとして入居していた店舗が退去して空きテナントとなった区画が多くなったことと、建物の耐震補強の為、現在の駅舎部分を残して二階部分と駅舎の南側を撤去し、改装の上、取り壊したテナント部分をファミリーマートの店舗敷地に提供している。同時にトイレの周辺も改装された。写真を参照。また巴町口の改札前には鯛焼き等の売店があったが、後に閉店、撤去されている。

### のりば
| 乗り場 | 路線        | 方向 | 行先             |
| ------ | ----------- | ---- | ---------------- |
|        | ●静岡清水線 | 下り | 降車専用         |
| 1・2   | ●静岡清水線 | 上り | 草薙・新静岡方面 |

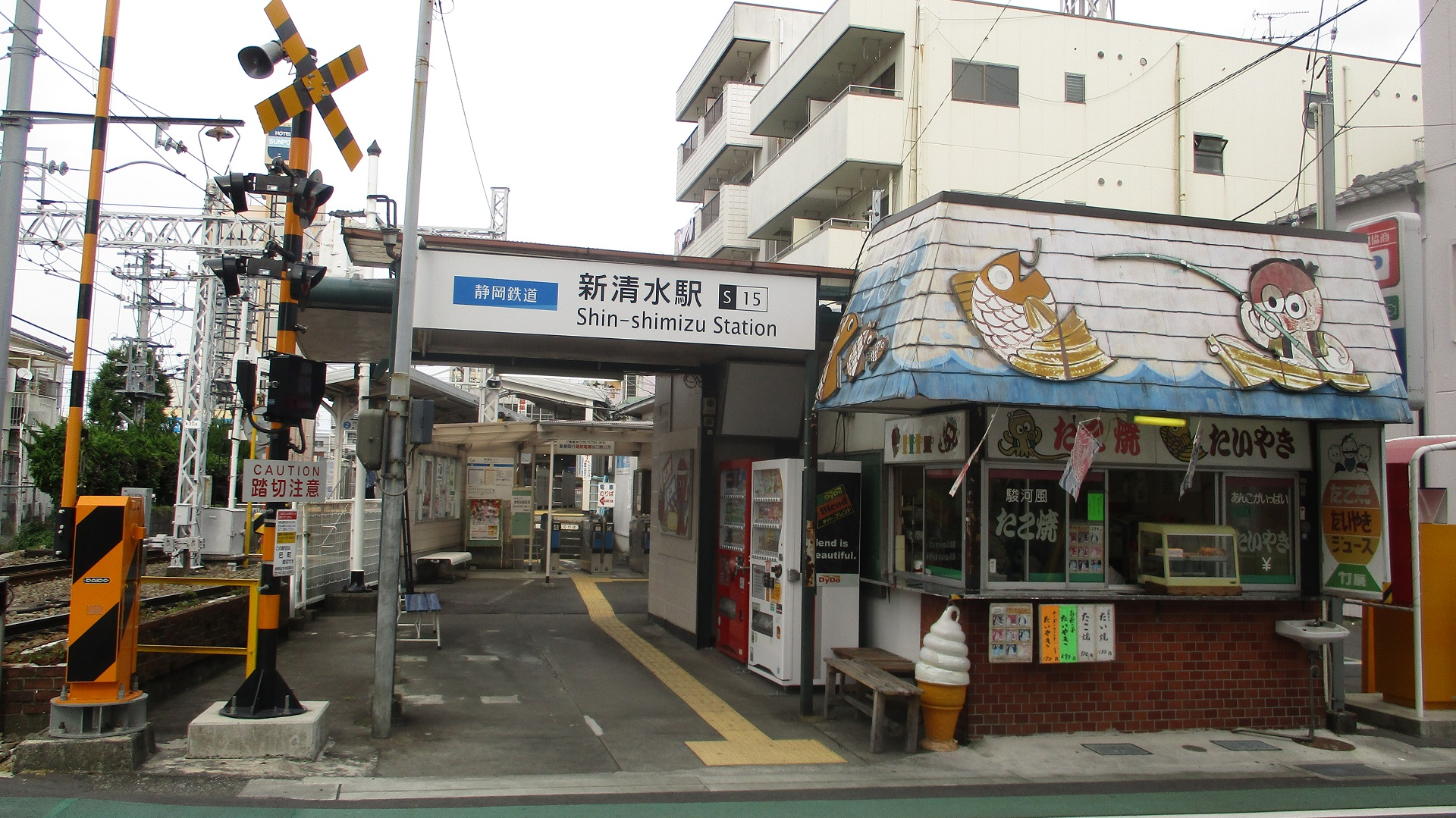
巴町口（2016年6月）
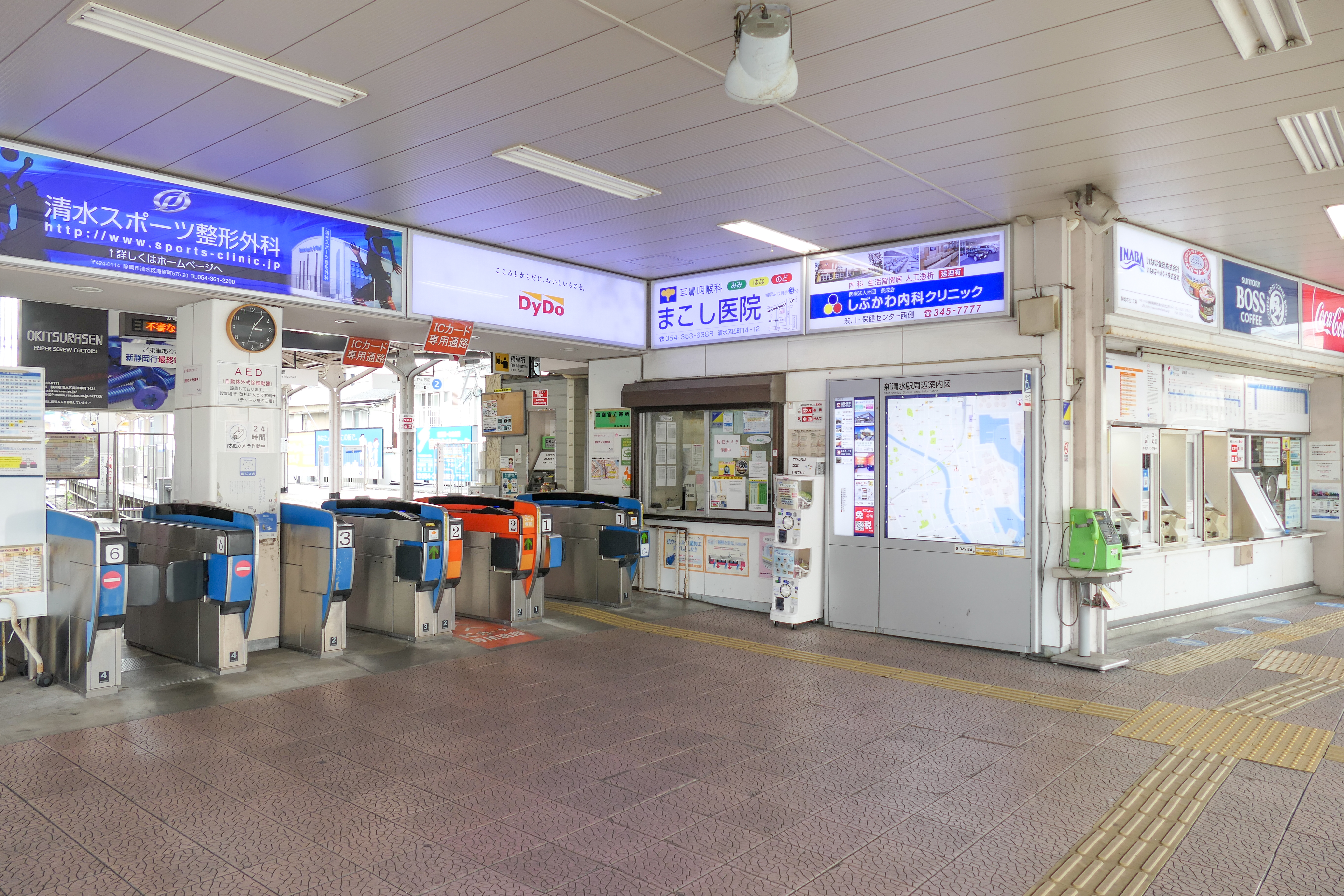
改札口と切符売り場（2022年4月）
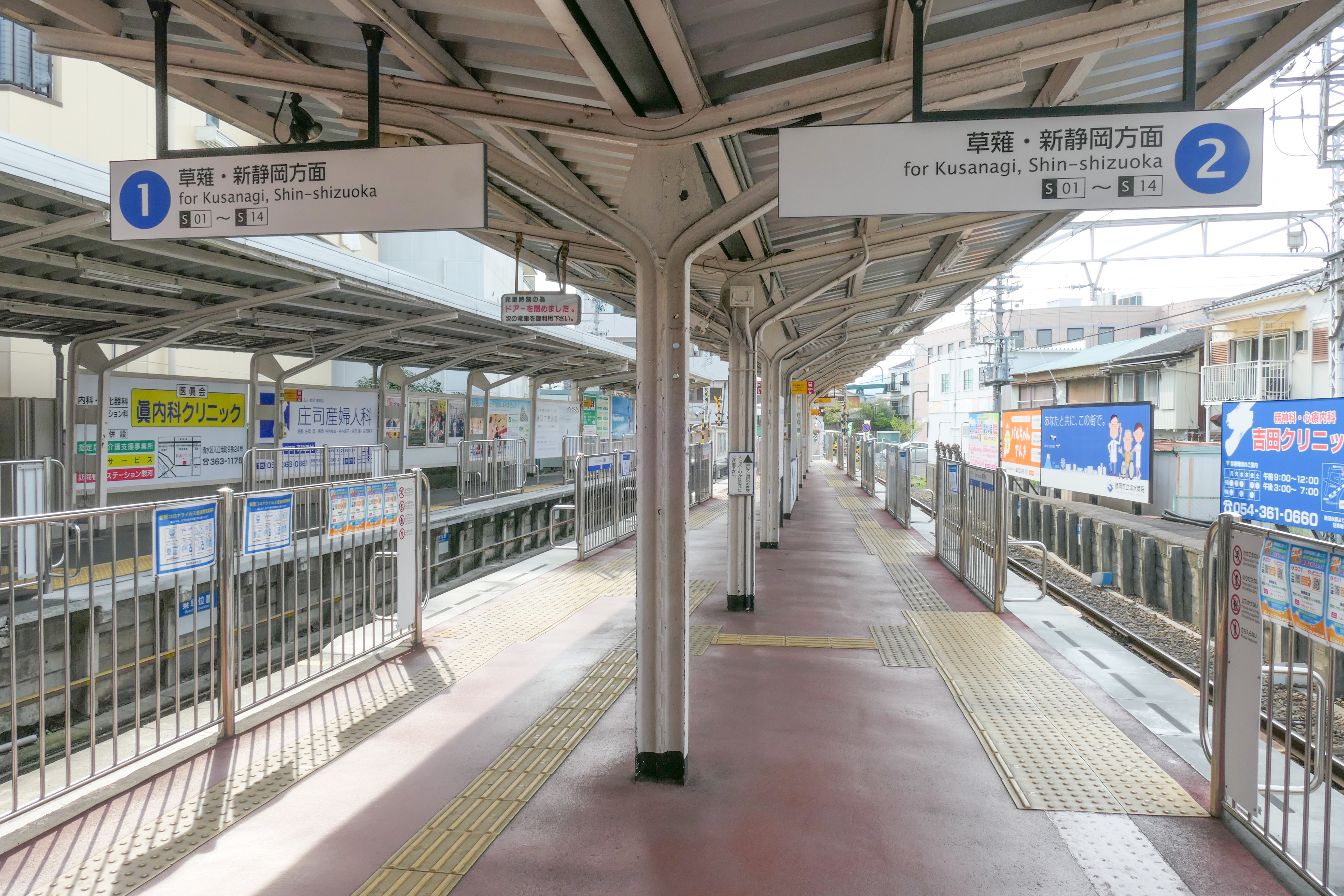
1・2番線ホーム（2022年4月）
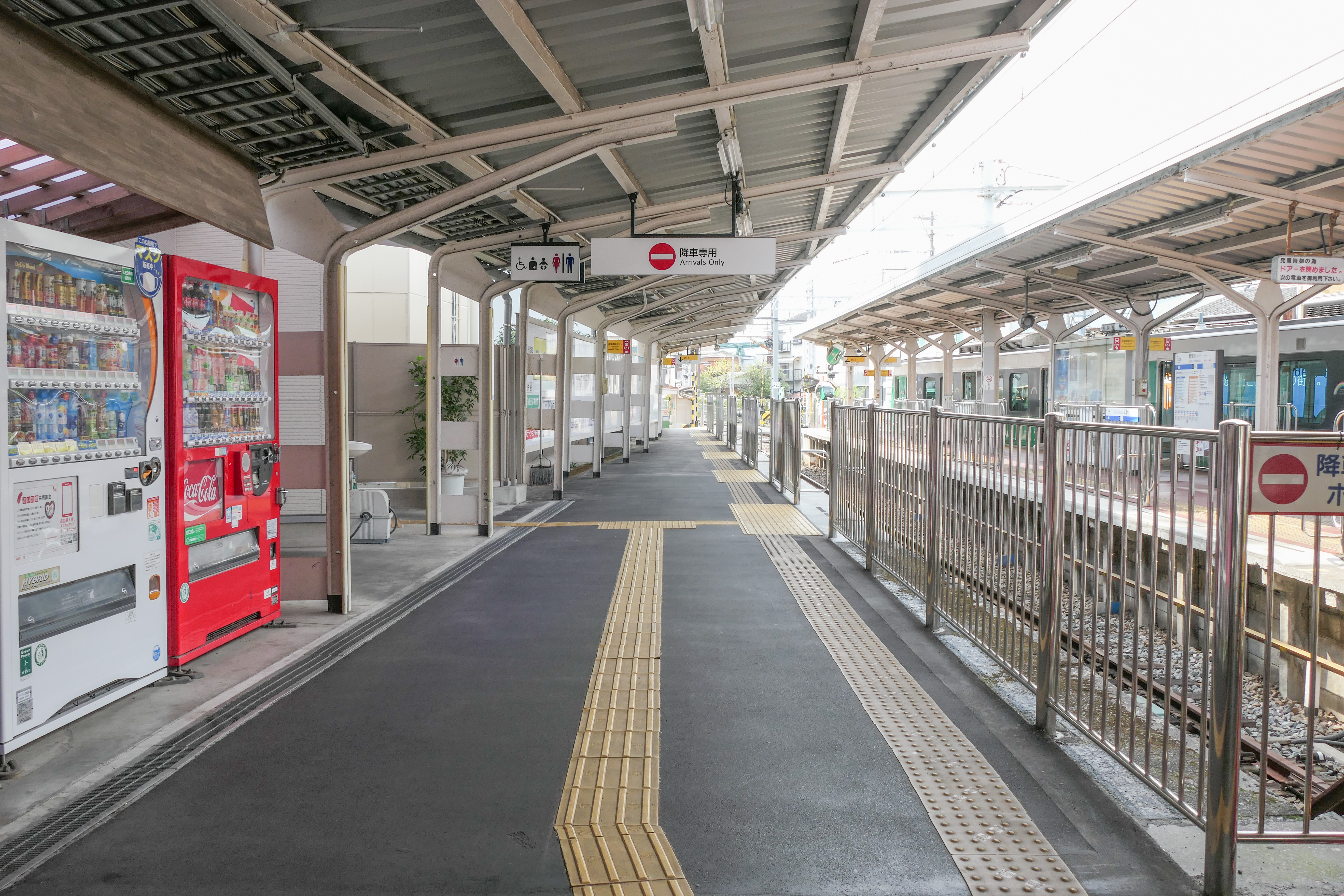
降車専用ホーム（2022年4月）

## 利用状況
旧清水市（静岡市清水区）の中心に近く、東海道本線の清水駅との乗換駅でもあるため利用者が多い。
「静岡県統計年鑑」及び「静岡市統計書」によると、2019年度の1日平均乗降人員は6,429人（乗車人員：3,065人、降車人員：3,364人）である。この乗降人員数は、静岡清水線全15駅中3番目である。なお、同統計によれば、近年の乗降人員は以下の通りである。
| 年度               | 1日平均乗降人員 | 1日平均乗降人員 | 1日平均乗降人員 |
| 年度               | 乗車人員        | 降車人員        | 合計            |
| ------------------ | --------------- | --------------- | --------------- |
| 2002年（平成14年） | 3,380           | 3,963           | 7,343           |
| 2003年（平成15年） | 3,508           | 4,143           | 7,651           |
| 2004年（平成16年） | 3,533           | 4,233           | 7,766           |
| 2005年（平成17年） | 3,243           | 3,619           | 6,862           |
| 2006年（平成18年） | 3,492           | 4,229           | 7,721           |
| 2007年（平成19年） | 3,457           | 4,172           | 7,629           |
| 2008年（平成20年） | 3,282           | 3,305           | 6,587           |
| 2009年（平成21年） | 3,076           | 3,087           | 6,163           |
| 2010年（平成22年） | 3,558           | 3,535           | 7,093           |
| 2011年（平成23年） | 3,543           | 3,706           | 7,249           |
| 2012年（平成24年） | 3,501           | 3,803           | 7,304           |
| 2013年（平成25年） | 3,092           | 3,502           | 6,594           |
| 2014年（平成26年） | 3,072           | 3,439           | 6,511           |
| 2015年（平成27年） | 3,004           | 3,380           | 6,384           |
| 2016年（平成28年） | 3,033           | 3,392           | 6,425           |
| 2017年（平成29年） | 3,039           | 3,383           | 6,422           |
| 2018年（平成30年） | 3,031           | 3,361           | 6,392           |
| 2019年（令和元年） | 3,065           | 3,364           | 6,429           |

## 駅周辺
- 静岡市役所清水庁舎・清水区役所
- 清水駅（徒歩約10分）
- しずてつストア 入江店

## バス路線
しずてつジャストラインのバス路線がある。路線名の前の数字は幕番号（行先番号）である。
またエスパルスドリームプラザの送迎用無料バスが駅前から発着している。駅向かいのホテルサンルート清水から100m程南下した位置にある乗車専用のバス停となっている。
1番のりば
- 250 三保山の手線 清水駅・横砂・興津駅・但沼方面
- 236 市立病院線 清水駅方面
- 212 山原梅蔭寺線 清水駅・山原・静鉄車庫方面

2番のりば
- 高速バスしみずライナー 東京駅方面

3番のりば
- 226・227・232 山原梅蔭寺線 梅蔭寺・忠霊塔・久能山下方面
- 224 港南線 忠霊塔方面
- 236 市立病院線　静岡市立清水病院方面
- 257 三保山の手線　折戸車庫、世界遺産三保松原 神の道入口、三保車庫、東海大学三保水族館方面
- 清水港（日の出センター）方面

## 隣の駅
静岡鉄道
S 静岡清水線
■急行・■通勤急行
桜橋駅 (S13) - 新清水駅 (S15)
■普通
入江岡駅 (S14) - 新清水駅 (S15)